# Pluton łącznikowy nr 6

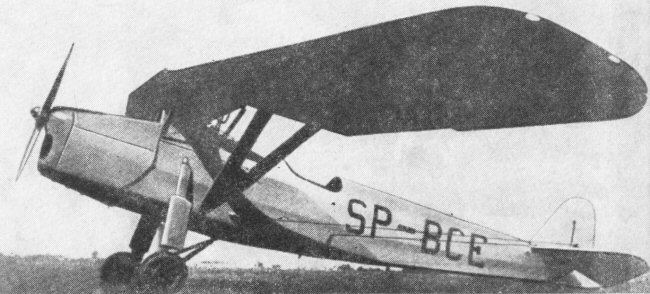
Samolot RWD-8

Pluton łącznikowy nr 6 – pododdział lotnictwa łącznikowego Wojska Polskiego w II Rzeczypospolitej.
Pluton nie występował w organizacji pokojowej Lotnictwa. Został sformowany, w czasie mobilizacji alarmowej, przez 3 pułk lotniczy.
W kampanii wrześniowej 1939 pluton walczył w składzie lotnictwa Armii „Poznań”. Stacjonował w Gnieźnie, a na wyposażeniu posiadał 3 samoloty RWD-8.

## Obsada personalna plutonu
Obsada 1 września 1939
- dowódca: por. pil. Janusz Mościcki
- obserwatorzy: por. Bronisław Czerwiński (rez.)[a], ppor. Stefan Browarek, Marian Gustowicz (rez.)[a], Kazimierz Jaroszyński (rez.)
- piloci: kpr. Józef Karolewicz, Stanisław Malisz, Jan Wagon, ppor. Kazimierz Józef Rapp (rez.)[5][6]